# Rio Traipu
O rio Traipu é um curso de água que banha o estado de Alagoas, Brasil.